# Лісівщина (Житомирський район)
Лісівщина — село в Україні, у Житомирському районі Житомирської області. Населення становить 40 осіб.
18 березня 2010 року Житомирська обласна рада ухвалила рішення «Про внесення змін в адміністративно-територіальний устрій Житомирської області», яким, зокрема, була уточнена назва села на Лісовщина. Проте рішення щодо уточнення назви не було опубліковане у «Відомостях Верховної Ради», тому не набуло чинності.

## Історія
Колишня назва Слобода Волосівська.
У 1906 році слобода Котелянської волості Житомирського повіту Волинської губернії. Відстань від повітового міста 33 верст, від волості 7. Дворів 12, мешканців 64.
До 19 липня 2016 року село входило до Туровецької сільської ради.
12 червня 2020 року, відповідно до розпорядження Кабінету Міністрів України № 711-р «Про визначення адміністративних центрів та затвердження територій територіальних громад Житомирської області» увійшло до складу Станишівської сільської територіальної громади.
19 липня 2020 року, в результаті адміністративно-територіальної реформи та ліквідації Житомирського району (1939—2020), село увійшло до складу новоутвореного Житомирського району.

## Населення
За даними перепису 2001 року населення села становило 40 осіб, з них усі 100 % зазначили рідною українську мову.